# 烏爾巴諾二世
烏爾巴諾二世（拉丁語：Beatus Urbanus PP. II；英語：Pope Urban II；1042年—1099年7月29日），原名為拉热里的奧圖（Odo of Lagery）。於法國馬恩河畔沙蒂永出生，家族是1088年3月12日至1099年7月29日出任教宗。曾擔任蘭斯副主教、克呂尼隱修院修士以及院長、樞機、教宗（1088－1099年）、中世紀四大拉丁神父之一。在其教宗任內發起第一次十字軍東征、改革教會，老年時於羅馬安然渡過餘生。

## 早年
1042年出生於法國的馬恩河畔沙蒂永，是當地貴族家庭的後裔。首於先1050年在蘭斯主教的大教堂學校學習，後至蘇瓦松求學，在1055—1067年擔任蘭斯教區助祭長。1070年離開蘭斯，進入克呂尼隱修院做一名修士，鑽研基督教理論，後來成為院長。1079年烏爾巴諾二世受到前任教宗額我略七世的賞識，被派到羅馬教廷任職，1084年以教宗欽使出發德國對付對立教宗克勉三世。

## 成為教宗
烏爾巴諾二世抵達神圣罗马帝国後，著手處理基督教教權與王權的內外矛盾問題。教權方面，將額我略七世所絕罰的主教全數革職；王權方面，擊敗神聖羅馬帝國皇帝亨利四世和克萊孟三世及其黨羽。由於立下此功，烏爾巴諾二世被任命為奧斯底亞的樞機主教，於1088年3月12日當選教宗。剛上任的烏爾巴諾二世並無掌握羅馬實權，受神聖羅馬帝國皇帝亨利四世和克萊孟三世控制。隨後烏爾巴諾二世開始與教宗勢力進行鬥爭，1089年在西西里王國諾曼軍隊的保護下，初次進入羅馬，召開宗教會議，表示反對由王權任命神職，提出應由神職人員和教徒選出，是次抗爭失敗，黯然退出羅馬城，流浪多年。流浪期間烏爾巴諾二世利用諾曼人的支持，集結武力征討克萊孟三世；另外聯絡帝國境內反對亨利四世的封建公侯，利用繼位問題挑撥亨利四世的父子關係，使亨利之子康拉德在1093年背叛其父，在米蘭自立為王且與教宗結盟。1096年，烏爾巴諾二世成功擊潰對手克萊孟三世，返回羅馬後，在拉特蘭宮召開宗教會議將敵對派系全部革除教籍。

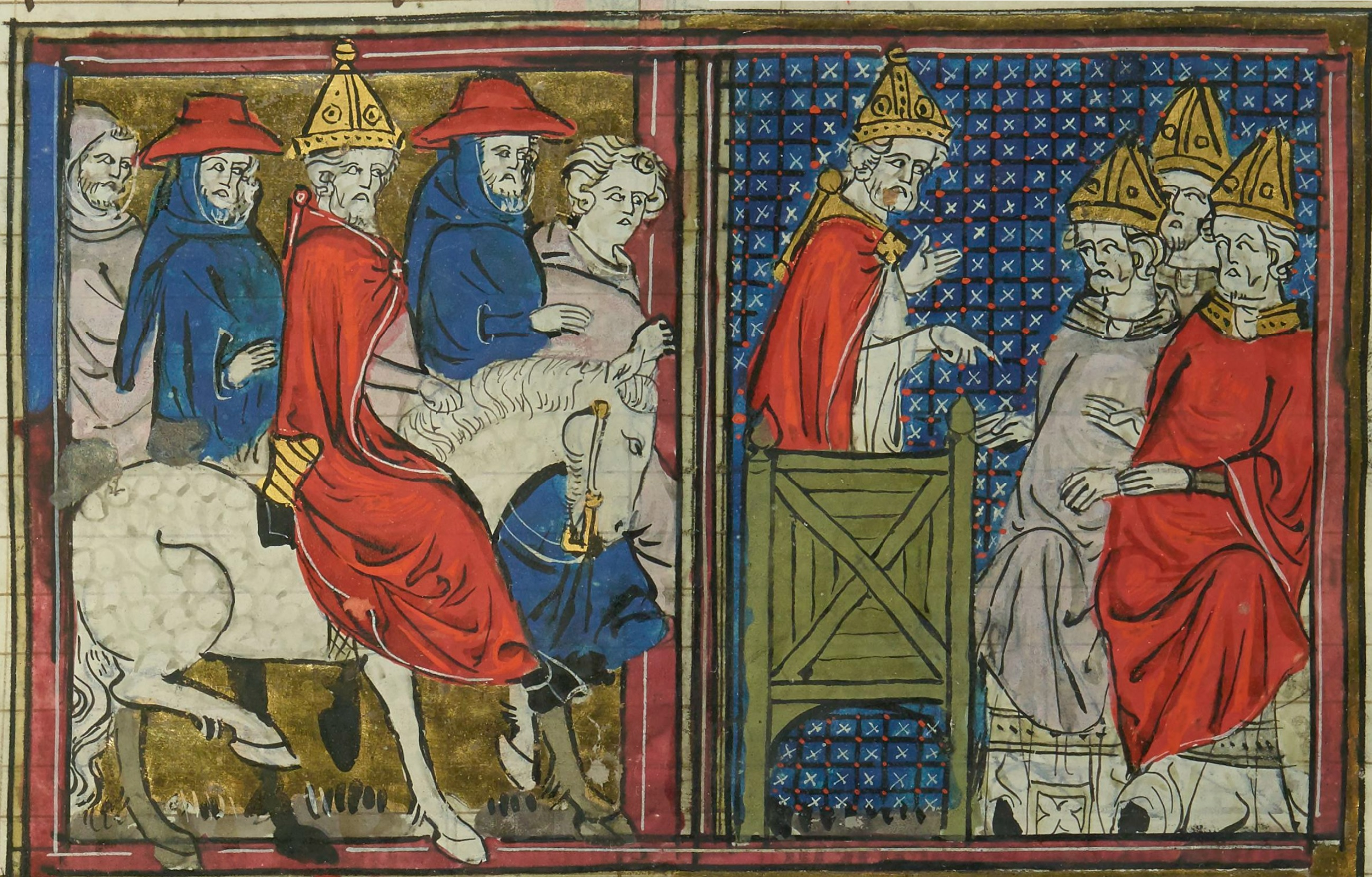
由14世紀時所繪的烏爾巴諾二世

## 改革教權
烏爾巴諾二世在清除異己後，便積極推行改革，採用額我略七世的克吕尼改革，但受到百般阻擾，先是法王腓力一世組織一批教會神職人員抵制烏爾巴諾二世推行改革，後有英王威廉二世反對實施教會改革。烏爾巴諾二世為成功推行新政，積極協助西班牙基督徒從阿拉伯人手中奪回領土，並簽訂協定，使他們成為教宗的臣民，確保能順利推行新政。1095年義大利皮亞琴察宗教會議上通過了他的「改革法」，1099年羅馬宗教會議上再次予以確認，改革教權順利結束。

## 發動東征前的時代背景

### 神職人員的墮落
在西元 11 世紀以前的教廷生活十分糜爛，其中包括：神職被公開販賣、神職人員娶妻納妾、偷情養婦，甚至部分修女在修道院中公開賣淫，因此教廷聲望低落。為了重振教廷權威，推行克呂尼運動。此一改革包括：禁止教士娶妻和偷養情婦、嚴格實行禁慾生活、 反對神職買賣，並開除那些以金錢獲得資格的主教與修道院院長的教籍。待烏爾巴諾二世即位時，飢荒等惡劣的環境讓人們對宗教產生依賴，教宗的威望也已經重新建立。

### 武裝朝聖的傳統
早在中古時期，歐洲人已有前往耶路撒冷朝聖的例子。中古歐洲的人民已對「朝聖」感到熟悉且習以為常。當時著名的朝聖地點有西班牙西北角的聖地亞哥-德孔波斯特拉宗徒伯多祿與保祿的埋骨聖地－羅馬。聖地亞哥-德孔波斯特拉是西欧基督徒防守穆斯林的前哨站。因朝聖路上常有危險，不時會遇上穆斯林襲擊，因此發展出「武裝朝聖」的傳統。因此，烏爾班二世欲發動特殊形式的「武裝朝聖」。

### 東西教會分裂與教宗受箝制
長期以來，軍事力量微弱的教宗需依靠神聖羅馬帝國皇帝的保護。教宗良九世指派亨拜樞機等人到君士坦丁堡與希臘教會協商，希望促成東西教會合一，以教宗為共同領袖，確立教宗在泛歐基督教信仰上的至高領導權。然而，此舉讓拜占庭深感不安。最後雙方不歡而散，互相將對方代表開除教籍，造成「東西教會大分裂」。烏爾巴諾二世趁阿历克塞一世向西歐請求支援君士坦丁堡時，欲一展身手擺脫神聖羅馬帝國皇帝的控制，以及完成融合東西教會的目標，同意出動援軍，且將目標延伸到收復聖城耶路撒冷。

## 收復塔拉戈納
以科爾多瓦為都城的倭马亚王朝於1031年垮臺，摩尔人統治的西班牙分裂為數個小王國。隨著十一世紀晚期基督徒侵擾加劇，這些小王國便向北非的穆拉比特王朝統治者优素福·本·塔什芬求助。
從烏爾巴諾二世擔任教宗時，就極力支持收復塔拉戈纳。塔拉戈納是個已遭廢棄的城鎮，位於基督教、伊斯兰教的勢力範圍之間。11世紀，支援伊比利亚人對異教徒的戰鬥的外國騎士增多，同時伊比利亚半岛北方基督教的卡斯蒂利亚王國與莱昂王国實現了聯合。在第一次十字军东征前夕，作為與東征部隊的呼應，烏爾巴諾二世便鼓勵這裡的基督徒們收復塔拉戈納。巴塞罗那伯爵拉蒙·贝伦格尔一世收復此地後，將該城當成「聖彼得之地」獻給教宗。
烏爾巴諾二世鼓勵移民拓殖塔拉戈納，命令該地的豪門大族重建該城「以示悔罪、以得赦罪」。同時建議欲赴耶路撒冷朝聖者，轉而為塔拉戈納的重建貢獻心力、捐款。後來他得知加泰隆尼亞人打算參加十字軍遠征耶路撒冷時，命令其留在家鄉，並向他們保證留在家鄉同樣能履行他們的十字軍東征誓約，「因為從一地的穆斯林手中救出基督徒，卻讓另一地的基督徒受穆斯林暴虐統治與壓迫，並非正道。」

## 闡揚悔罪性戰爭
九世紀起就曾有教宗發表上殉教之說，在正確心態下為攻打異教徒而戰死的軍人會得永生，教宗更保證會讓戰死者赦罪，以讓人相信會得永生。這些教宗也找學者合理化基督徒的暴力行為，並且建立智庫，而其成員為卡諾莎的瑪蒂爾達的支持者構成。女伯爵瑪蒂妲為支持激進改革的人士之一。這些尊崇瑪蒂妲理念的學者把心力全放在重振並闡發希波的奧古斯丁的基督教暴力觀。
烏爾巴諾二世亦將十字軍東征、至耶路撒冷朝聖、苦行三者結合，呼籲十字軍戰士以從軍打仗作為贖罪苦行。在第一次十字軍東征之前的十年裡，打仗等同於苦行的觀念已傳遍教宗的支持者。
在第一次十字軍東征時撰述教會法規學者沙特尔的伊沃，相信在攻打異教徒時身亡者會有好報。而且，教宗良九世提到1053年他兵敗於諾曼人之手的奇維塔泰之役時，以「殉教」一詞形容陣亡者，已讓純粹為了捍衛正義而死者，也有資格被封為殉教者。
1095年，教宗烏爾巴諾二世宣布開戰，並揭示兩個鮮明的解放目標；一、使東方教會，尤其是耶路撒冷教會，擺脫穆斯林統治。二、解放耶路撒冷的聖墓教堂。第一次十字軍的發生，為積極想在泛歐建立絕對威權的「羅馬教宗」與皈依伊斯蘭、亟欲穩固自己在近東統治勢力的「塞爾柱土耳其人」之間的衝突。

## 召開克萊芒會議
1095年9月，教宗烏爾巴諾二世以天主代理人的身份在法國南部的克莱蒙费朗郊外召開了宗教會議，有六七百名主教和修院院長參加。烏爾巴諾二世首次號召十字軍東征，在演說中提到東方基督教兄弟的苦難及塞爾柱土耳其人的罪行，但宗教觀點並不足以打動所有人，因此，教宗在「天國」的幸福之外，再許諾給予參戰者人間的利益，並要在場的人向不在場的人廣為宣傳。

## 發動第一次十字軍東征

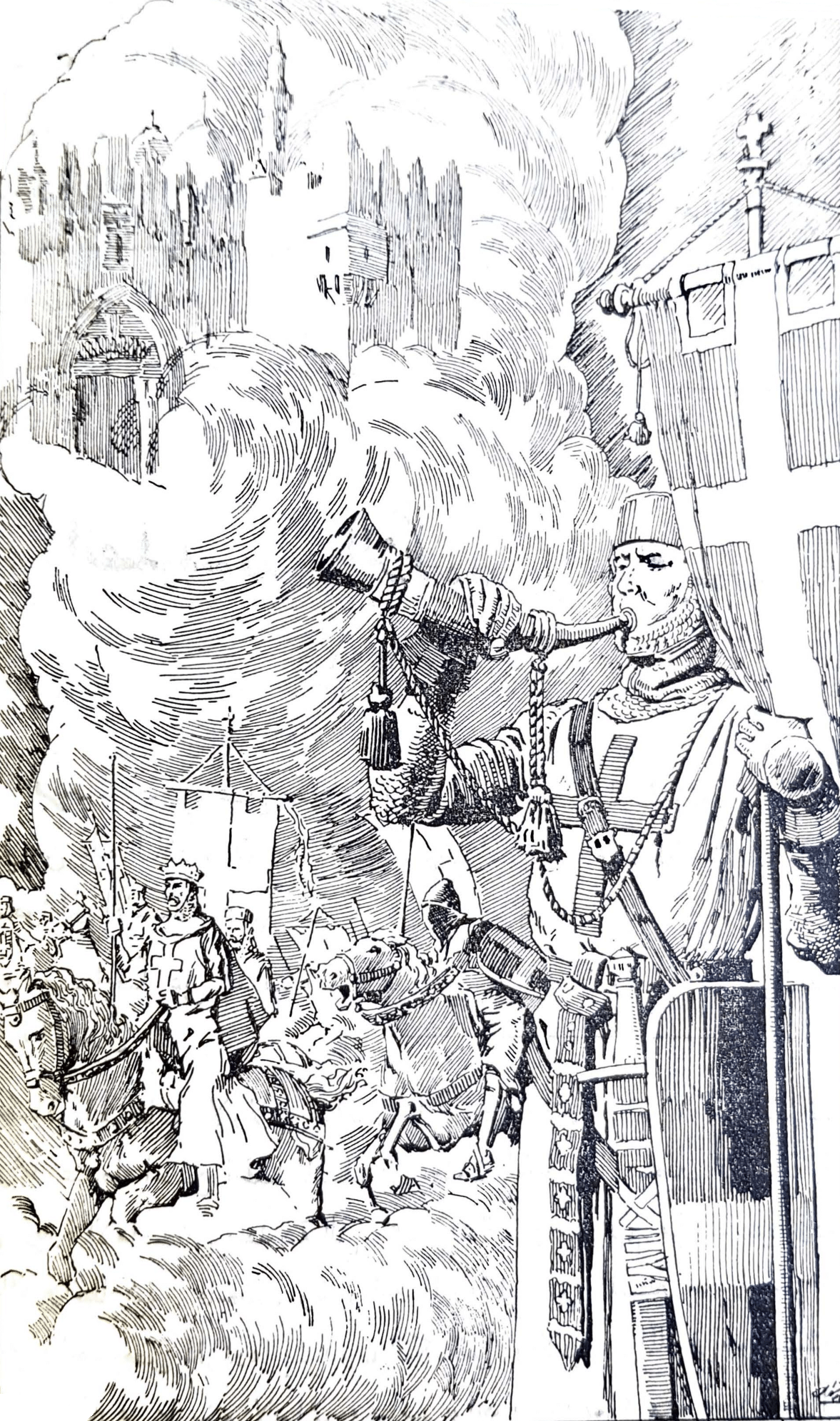
十字軍

十字軍正規軍在約定的1096年8月開始向東進發。詳情請見第一次十字軍東征。

## 譯名列表
- 烏爾巴諾：天主教香港教區禮儀委員會：禧年專頁 （页面存档备份，存于）作烏爾巴諾。
- 烏爾班：《大英簡明百科知識庫》2005年版[永久]作烏爾班。
- 伍朋：香港天主教教區檔案　歷任教宗作伍朋。
- 乌尔班、乌尔万、于尔邦、厄本：《世界人名翻譯大辭典》1993年版作乌尔班、乌尔万、于尔邦、厄本。